# 東京デジタルネットワーク
株式会社東京デジタルネットワーク（とうきょうデジタルネットワーク、TOKYO DIGITAL NETWORK Co.,ltd.・略称：TDN）は、デジタル化に伴い単独ケーブルテレビ局では難しくなってきた設備投資やサプライヤーからの番組購入などの業務を推進する共同出資会社である。
2002年の発足当時は東京都内のケーブルテレビ局8社が参加していたが、2025年現在では東京を中心に全国のケーブルテレビ局18社が加盟しており、一部の局を除き互いは資本関係などは無い。

## 加盟局
2025年3月現在。☆印は原加盟局

### 北海道・東北・新潟地区
- 青森ケーブルテレビ - 青森県青森市
- 秋田ケーブルテレビ - 秋田県秋田市
- 仙台CATV - 宮城県仙台市、TOKAIホールディングス傘下
- ニューメディア - 山形県米沢市・北海道函館市・新潟県新潟市・福島県福島市

### 首都圏地区
- 上野原ブロードバンドコミュニケーションズ[2] - 山梨県上野原市
- 多摩ケーブルネットワーク - 東京都青梅市など
- 多摩テレビ - 東京都多摩・稲城市など
- 銚子テレビ放送 - 千葉県銚子市
- 東京ケーブルネットワーク☆ - 東京都千代田・文京・荒川区
- 東京ベイネットワーク☆ - 東京都江東・中央区、TOKAIホールディングス傘下
- 豊島ケーブルネットワーク☆ - 東京都豊島区

### 九州・四国・沖縄地区
- ハートネットワーク - 愛媛県新居浜市・西条市
- 天草ケーブルネットワーク - 熊本県天草市
- ケーブルテレビ佐伯 - 大分県佐伯市
- ケーブルメディアワイワイ[3] - 宮崎県延岡市
- BTV - 宮崎県都城市・鹿児島県鹿児島市ほか
- 南九州ケーブルテレビネット - 鹿児島県霧島市
- 沖縄ケーブルネットワーク - 沖縄県那覇市ほか、TOKAIホールディングス傘下